# زوین
زوین (به آلمانی: Soyen) یک شهر در آلمان است که در بایرن واقع شده‌است.

## خصوصیات
زوین ۲۸٫۹۴ کیلومترمربع مساحت دارد ۴۷۵ متر بالاتر از سطح دریا واقع شده‌است.